# 平山愛
平山 愛（ひらやま あい、1992年5月7日 - ）は、日本の女子ラグビーユニオン選手。

## プロフィール
- 群馬県出身[1]。
- ポジションはフルバック(FB)。
- 身長 156cm、体重 60kg
- 女子日本代表キャップは5。（2022年11月現在）

## 略歴
2011年、桐生商業高校卒業後、20歳で自衛隊に入る。なおラグビーは21歳から始めた。
2019年11月16日に行われたヨーロッパ遠征女子イタリア代表戦にて先発出場で女子日本代表初キャップを獲得した。
2022年、ラグビーワールドカップ2021の女子日本代表に選ばれた。